# 横田信夫 (実業家)
横田 信夫（よこた のぶお、1911年4月13日 - 1978年1月23日）は、日本の経営者。岡山県出身。

## 経歴
1932年に高等試験行政科に合格し、1933年に東京帝国大学法学部法律学科を卒業。逓信省での勤務を経て、1950年8月に日本電信電話公社理事に就任し、1959年9月から1962年9月までに副総裁を務めた。1963年5月に富士重工業社長に就任し、1970年5月から1971年11月までに会長を務めた。NHK経営委員も務めた。妻は波子（藤岡郊二の長女）である。
1978年5月12日急性心不全のために死去。67歳没。